# ジャスティス・リーグ:アトランティスの進撃
『ジャスティス・リーグ:アトランティスの進撃』(英: Justice League: Throne of Atlantis)は、DCコミックスから2012年から2013年にかけて刊行されたジェフ・ジョーンズによるアメリカン・コミックス『アクアマン』のエピソード「Throne of Atlantis」を原作とするOVA。2015年1月27日にBlu-rayとDVDで発売、日本では2015年9月9日からデジタル配信が開始され、2016年2月24日にBlu-rayで発売された。

## キャスト
- アクアマン / アーサー・カリー - マット・ランター
- メラ - スマリー・モンタノ
- アトランナ女王 - シリーナ・アーウィン
- バットマン - ジェイソン・オマラ
- スーパーマン - ジェリー・オコンネル
- ワンダーウーマン - ロザリオ・ドーソン
- フラッシュ - クリストファー・ゴーラム
- グリーンランタン - ネイサン・フィリオン
- サイボーグ - シェマー・ムーア
- シャザム - ショーン・アスティン
- トーマス・カリー - ラリー・セダー
- スティーブ・トレバー - ジョージ・ニューバーン
- ロイス・レイン - ジュリエット・ランドー
- ジミー・オルセン - パトリック・キャバノー
- ジョン・ヘンリー・アイアンズ - カリー・ペイトン
- ブラックマンタ - ハリー・J・レニックス
- オーシャンマスター - サム・ウィットワー

## 関連コミック
『ジャスティス・リーグ：アトランティスの進撃（THE NEW 52!）』
小学館集英社プロダクション刊。
2014年6月25日発売、ISBN 9784796875028

## 映像ソフト
『ジャスティス・リーグ：アトランティスの進撃』
製品情報
2016年2月24日発売、品番：1000592178、JAN 4548967244939
映像特典
- 『バットマン VS. ロビン』ダイジェスト (10:09)
- 悪の本質 (11:33)
- 作品を彩る音楽 (30:05)
- 製作ジェームズ・タッカーによる解説付き秘蔵映像 (3:50)
- コミコン・インターナショナル2014 (26:44)
- ミュージック・トラック
- 『バットマン:ブレイブ&ボールド』第3話「アトランティスを救え！」
- 『バットマン:ブレイブ&ボールド』第30話「アクアマンの大冒険！」
- 『アクアマン』第1話「Menace Of The Black Manta」
- 『アクアマン』第2話「は虫人間の襲撃（The Rampaging Reptile-Men）」
- 『ジャスティス・リーグ・アンリミテッド』第36話「Far From Home」